# رابرت مخزومی
رابرت مخزومی (انگلیسی: Robert Makzoumi؛ ۱۹۱۸ – ۱۹ مه ۲۰۰۶) بازیکن بسکتبال اهل مصر بود.